# Urva brachyura
Urva brachyura (мангуста куцохвоста) — рід ссавців, представник ряду хижих із родини мангустових. Знаходиться на Малайському півострові, на Борнео, в Брунеї, Палавані, Сінгапурі, на Філіппінських островах від рівня моря до 1500 м. Знайдений біля річок, в низинних первинних і вторинних лісах, у плантаціях і в садах. грец. βραχύ — «короткий», грец. ουρά — «хвіст».

## Загрози та охорона
Основні загрози невідомі, хоча його вживають в їжу в деяких частинах Саравак і локально вважається шкідником в сільськогосподарських районах. Захищений у всіх Малайзії та Індонезії.

## Класифікація
У Herpestes brachyurus виділяють кілька підвидів:
- Herpestes brachyurus brachyurus
- Herpestes brachyurus hosei
- Herpestes brachyurus javanensis
- Herpestes brachyurus palawanus
- Herpestes brachyurus parvus
- Herpestes brachyurus sumatrius